# پنسیرین
پنسیرین (به انگلیسی: Poncirin) با فرمول شیمیایی C۲۸H۳۴O۱۴ یک ترکیب شیمیایی است. که جرم مولی آن ۵۹۴٫۵۶ g/mol می‌باشد. 